# Филиппины на Сурдлимпийских играх
Филиппины участвуют в летних Сурдлимпийских играх с Игр 2009 года (не участвовали в Играх 2017 года), в зимних Сурдлимпийских играх до настоящего времени не участвовали. На настоящее время медалей на Играх пока ещё не завоевали.